# Майкл Шур
Майкл Герберт Шур (англ. Michael Herbert Schur, нар. 29 жовтня 1975, Анн-Арбор, Мічиган) — американський телевізійний продюсер, сценарист, режисер і актор. Продюсер і автор сценарію комедійного серіалу «Офіс» та творець серіалу «Парки та зони відпочинку» (разом із продюсером «Офісу» Грегом Деніелсом). Автор серіалу «У кращому світі», співавтор комедійного серіалу «Бруклін 9-9», продюсер серіал «Майстер нічого». Зіграв роль Мозе Шрута, брата Двайта, одного із головних героїв «Офісу». У 2021 році став одним із трьох співавторів комедійного серіалу Peacock «Разерфорд-Фоллз».
Комедії Шура зазвичай включають великий, різноманітний акторський склад; із його шоу вийшло багато майбутніх знаменитостей. Він показує оптимістичних персонажів, які часто знаходять міцну дружбу або кохання, через сюжети, що демонструють «гуманістичну добродушність». Станом на початок 2023 року Шур 20 разів номінований на прайм-тайм премію «Еммі», здобувши дві з них (2002, 2006) за роботу над шоу «Суботнього вечора в прямому ефірі» (1997—2004) та «Офіс».

## Фільмографія
| Рік       | Назва                             | Режисер | Сценарист | Кінопродюсер        | Примітки                                                    |
| --------- | --------------------------------- | ------- | --------- | ------------------- | ----------------------------------------------------------- |
| 1997–2004 | Суботнього вечора в прямому етері | Ні      | Так       | Так                 | написав 138 серій; спродюсував Оновлення вихідних           |
| 2005–2014 | Повернення                        | Ні      | Так       | Так                 | Написав 2 серії                                             |
| 2005–2013 | Офіс                              | Ні      | Так       | Так                 | Написав 12 серій, з'явився у 13 серії                       |
| 2006      | Просто неймовірно                 | Ні      | Так       | Ні                  | Телефільм                                                   |
| 2009–2015 | Парки і зони відпочинку           | Так     | Так       | Виконавчий директор | співавтор, написав 19 серій, зрежисував 9 з них.            |
| 2013–2021 | Бруклін 9-9                       | Так     | Так       | Виконавчий директор | Співавтор, написав 2 серії та 2 зрежисував                  |
| 2016      | Чорне дзеркало                    | Ні      | Так       | Ні                  | Серія: "Під укіс"; написана у співавторстві з Рашидою Джонс |
| 2016–2020 | У кращому світі                   | Так     | Так       | Виконавчий директор | Автор, написав 5 серій та зрежисував 4                      |
| 2020      | Батьки-одинаки                    | Так     | Ні        | Ні                  | Серія: "Пряжа і камінці"                                    |
| 2021–2022 | Резерфорд падає                   | Ні      | Так       | Виконавчий директор | Співавтор                                                   |

Роботи з Майклом Шуром, як виконавчим продюсером
- Майстер нічого[en] (2015–2021)
- У Еббі[en] (2019)
- Sunnyside[en]  (2019)
- Хитрощі (2021–дотепер)
- Команда К (2021)
- Primo[en] (2023–дотепер)

Акторські ролі
| Рік       | Назва                             | Роль                       | Примітки                      |
| --------- | --------------------------------- | -------------------------- | ----------------------------- |
| 1998–2001 | Суботнього вечора в прямому етері | Декілька ролей             | 3 серії                       |
| 2006–2013 | The Office                        | Моз Шрут                   | 13 серій                      |
| 2007      | Чужа сім'я                        | Пол                        | Серія: "Справа Франків"       |
| 2008      | Пані консультантка                | Викладач-чоловік           | Серія: "Вечірка біля басейну" |
| 2015      | Парки і зони відпочинку           | Нерозмовна епізодична роль | 6 сезон, серія: "Другий шанс" |